# 埃米尔·沃伊塔谢克
埃米尔·沃伊塔谢克（波蘭語：Emil Wojtaszek，1927年8月22日—2017年6月17日），波兰政治人物，前外交部长（1976年－1980年）。

## 生平
1927年8月22日生于克拉科夫。早年在法国工作，二战期间参加抵抗運動。1944年至1945年被囚禁在达豪集中营。1946年加入波兰工人党，1948年加入波兰统一工人党。1950年返回波兰后，活跃于波兰青年联合会。1971年成为波兰统一工人党中央监察委员会委员。1972年，任外交部国务秘书。1972年4月至1976年4月，任波兰驻法国大使。1975年至1976年，波兰统一工人党中央委员会候补委员。1976年至1981年，中央委员会委员。
1976年3月至1976年12月，任行政、区域经济和环境保护部长。1976年12月2日至1980年8月24日，任外交部长。1980年2月至1981年4月，中央政治局候补委员。1980年8月至1981年4月，任波兰统一工人党中央委员会书记，负责外事工作。1980年至1982年任国会议员。1981年至1984年，任波兰驻意大利大使，兼驻马耳他。2017年6月17日逝世。